# Yuehua Entertainment
Yuehua Entertainment (en chinois : 乐华娱乐, en coréen : 위에화 엔터테인먼트) est une agence privée de talents et un label discographique chinois, basé à Pékin

## Histoire
Le label est fondé en juin 2009, et s'occupe également de la production de films et de séries télévisées, la gestion et la formation d'artistes, la production de musique et de vidéo-clips, les relations publiques, ainsi que du marketing de divertissement. Elle est l’une des plus grandes sociétés de gestion d'artistes de Chine.
Yuehua Entertainment est en partenariat avec les agences sud-coréennes suivantes : Pledis Entertainment, Starship Entertainment et SM Entertainment.
En 2014, Yuehua ouvre une agence en Corée du Sud, dans le quartier de Gangnam-gu à Séoul.

## Chine

### Groupes
- NEXT
- Name[8]
- Neverland[9]
- Boyhood[10]

### Artistes solo
- Mai Meng (depuis 2009)
- Han Geng (depuis 2010)[11]
- An Youqi (depuis 2010)
- Zhang Yao (depuis 2012)
- Shawn (depuis 2012)
- Lucy Wang (depuis 2012)
- Ma Song (depuis 2013)
- Xiao Fei (depuis 2013)
- Nana Tse (depuis 2013)
- Ivy (depuis 2015)
- Wang Yibo (depuis 2016)
- Li Quanzhe (depuis 2016)
- Cheng Xiao (depuis 2017)
- Owodog (depuis 2017)
- Cherry Ho (depuis 2017 )
- Cao Lu (depuis 2017)
- Zhu Zhengting (depuis 2018)
- Justin (depuis 2018)
- Huang Xinchun (depuis 2019)
- Ding Zeren (depuis 2019)
- Fan Chengcheng (depuis 2019)
- Wu Xuan Yi (depuis 2019)
- Meng Meiqi (depuis 2019)
- Jin Zihan (depuis 2019)
- Jiuzhou Tang (depuis 2019)
- Elvis Wang (depuis 2019)
- Hu Chun Yang (depuis 2019)
- Wang Yiren (depuis 2022)

### Groupes virtuels
- A-SOUL (en collaboration avec ByteDance)[12]
- Quantum Junior
- EOE

### Acteurs
- Zhou Yixuan
- Li Wenhan
- Wang Yibo
- Bi Wenjun
- Ding Zeren
- Cheng Xiao

### Anciens artistes
- UNIQ (2014–2018)[note 1]
- YHBOYS (2017—2019)
- Desert5 (2019)
- WJSN (2016—2023; avec Starship Entertainment)

## Corée du Sud

### Artistes

#### Groupes
- Tempest[14]

#### Artiste solo
- Yena

#### Acteurs
- Choi Woo-jin[15]
- Kim Sung-joo
- Lee Do-hyun
- Park Cheon[16]

### Anciens artistes
- UNIQ (2014–2018)[note 1]
- Woodz (2014–2022)
- Hwang Hyun-joo (2021–2024)[17]
- Everglow (2019–2025)[18]